# Ná Ozzetti
Ná Ozzetti, all'anagrafe Maria Cristina Ozzetti (San Paolo, 12 dicembre 1958), è una pianista e cantante brasiliana di MPB.

## Biografia
Sorella del chitarrista Dante Ozzetti e della flautista Marta Ozzetti, ha imparato a suonare il pianoforte durante l'infanzia, ma solo per gioco. Durante l'adolescenza si è appassionata alle arti plastiche, che ha anche coltivato per qualche tempo: l'amore per la musica è stato invece da lei riscoperto alla fine degli anni 70. Per quasi un decennio è stata la cantante del Grupo Rumo, che ha sfornato sette album di successo. Si è messa in proprio nel 1988, con un album eponimo. Dopo una breve militanza nella band di supporto di Itamar Assumpção ha inciso il suo secondo album, nel quale ha collaborato il fratello Dante. Nel 1996 è uscito il suo CD Love Lee Rita, un omaggio alla grande cantante concittadina Rita Lee. Ná Ozzetti ha pubblicato a tutt'oggi una dozzina di album, la maggior parte dei quali premiati con vari riconoscimenti.

## Discografia da solista
- Ná Ozzetti, Warner Continental, 1988
- Ná, Ná Records, 1994
- Love Lee Rita (Canções de Rita Lee desde os Mutantes), Dabliu, 1996
- Estopim, Ná Records, 1999
- Show, Som Livre, 2001
- Piano e Voz (con André Mehmari), MCD, 2005
- DVD Piano e Voz (con André Mehmari), MCD, 2006
- Balangandãs, MCD, 2009
- Meu Quintal, Borandá, 2011
- Embalar, Circus Produções, 2013
- Ná e Zé, Circus Produções, 2015
- Thiago França, YB Produções, 2015